# Медаль «За безупречную службу» (Спецстрой)
Меда́ль «За безупре́чную слу́жбу» — ведомственная медаль Федерального агентства специального строительства России, учреждённая приказом Спецстроя России № 52 от 22 февраля 2001 года.
В связи с упразднением Спецстроя России 27 сентября 2017 года, награждение данной медалью прекращено.

## Правила награждения
Согласно Положению медалью «За безупречную службу» награждаются военнослужащие центрального аппарата Спецстроя России, военно-инженерных технических формирований специального строительства, военно-инженерных технических формирований связи и дорожно-строительных воинских формирований за безупречную службу и имеющие соответствующую выслугу лет в календарном исчислении.
Медаль состоит из трёх степеней:
- I степени — для награждения военнослужащих, имеющих выслугу не менее 20 лет;
- II степени — для награждения военнослужащих, имеющих выслугу не менее 15 лет;
- III степени — для награждения военнослужащих, имеющих выслугу не менее 10 лет.

Высшей степенью медали является I степень. Награждение медалью производится последовательно от низшей степени к высшей. Награждение медалью более высокой степени не допускается без получения награждаемым медали предыдущей степени.

## Описание медали
Медаль при помощи ушка и кольца соединяется с четырёхугольной колодкой, обтянутой муаровой лентой тёмно-синего цвета, имеющей по бокам две чёрные полосы; посередине ленты белые полосы: для медали I степени — одна полоса, II степени — две полосы, III степени — три полосы. С сентября 2003 года приказом Начальника ФССС № 362 четырёхугольная колодка была заменена на пятиугольную.